# De Muziekkampioen
De Muziekkampioen was een populaire Vlaamse tv-show en muziekprogramma die op 4 december 1959 voor het eerst op de Belgische Radio en Televisie verscheen. Het programma werd tot 1964 gepresenteerd door Tony Corsari. Nadien nam Pros Verbruggen nog tot 1968 de show over. De laatste winnaar in 1968 was Albert Hermans uit Balen-Olmen. Hij is anno 2025 nog steeds met muziek bezig onder de artiestennaam Cliff Rilly.

## De show
Vier kandidaten moesten zo snel mogelijk bekende melodieën proberen herkennen. De winnaar van de uitzending nam het dan op tegen de kandidaat die in de volgende uitzending de overige vier kandidaten versloeg. Aan het einde van het seizoen was de kandidaat die het vaakst gewonnen had "de muziekkampioen" en kreeg hij een halsketting als prijs.
De muziek werd gespeeld door het orkest van Francis Bay, die alle te herkennen melodietjes voorspeelde. In elke aflevering trad ook een muzikale gast op. De regie werd verzorgd door Etienne D'Hooghe, de decors waren van Jean Marlier.

## Meer informatie
- (https://www.imdb.com/title/tt0297594/)
- ADRIAENS, Manu, "Blijven kijken! 50 jaar televisie in Vlaanderen", Uitgeverij Lannoo, Tielt, 2003, blz. 146.